# Xian de Pan'an
Le xian de Pan'an (磐安县 ; pinyin : Pán'ān Xiàn) est un district administratif de la province du Zhejiang en Chine. Il est placé sous la juridiction administrative de la ville-préfecture de Jinhua.

## Démographie
La population du district était de 204 769 habitants en 1999.